# Krasnobdorskij
Krasnobdorskij è una cittadina della Russia siberiana meridionale (oblast' di Kemerovo).
Sorge nella parte centroccidentale della oblast', sull'alto corso del fiume Uskat (affluente del Tom').